# Holmelgonia annulata
Holmelgonia annulata är en spindelart som först beskrevs av Rudy Jocqué och Nikolaj Scharff 1986.  Holmelgonia annulata ingår i släktet Holmelgonia och familjen täckvävarspindlar.
Artens utbredningsområde är Tanzania. Inga underarter finns listade i Catalogue of Life.